# Ischnothyreus
Ischnothyreus là một chi nhện trong họ Oonopidae.

## Hình ảnh